# 西德尼蟲
西德尼蟲（屬名：Sidneyia）是一種已滅絕的節肢動物，生存時間大約位在中至晚的寒武紀。

## 發現史

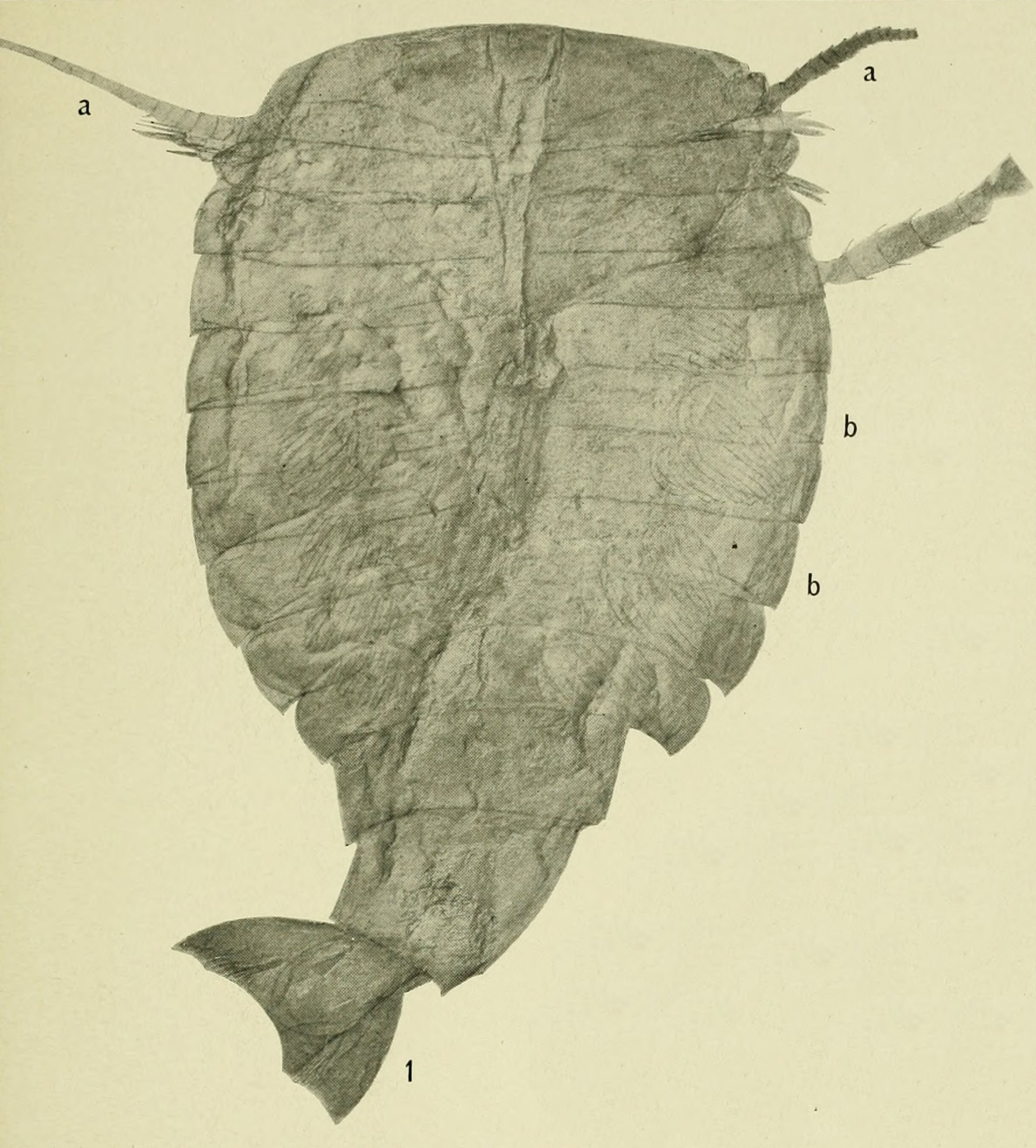
查爾斯·都利特·沃爾科發現的意外西德尼蟲化石照片。

查爾斯·都利特·沃爾科特（Charles Doolittle Walcott）與他兒子西德尼·沃爾科特（Sidney S. Walcott）於1910年的8月時，在加拿大不列颠哥伦比亚省加拿大洛磯山脈境內的伯吉斯頁岩（Burgess Shale），大約在瓦普塔山脈（Wapta Mountain）和費爾德山脈（Mount Field）發現了西德尼蟲，並在隔年發表。西德尼蟲的名字是以第一個發現此物種－西德尼·沃爾科特命名的，意外西德尼蟲的種小名inexpectans是源自拉丁語，意思為“意想不到的”，因為他沒想到會在比奧陶紀更古老的地層中發現這樣的化石。在1938年，查爾斯·埃爾默·雷斯塞爾（Charles Elmer Resser）和本傑明·富蘭克林·豪厄爾（Benjamin Franklin Howell）在美國阿帕拉契山脈（Appalachian Mountains）的佛蒙特州的西邊發現了不能鑑定的西德尼蟲化石（Sidneyia sp. undet.）。在1984年，德里克·布里格斯（Derek Ernest Gilmor Briggs）和理查德·羅賓遜（Richard Robison）在猶他州也發現了化石。

## 外觀
意外西德尼蟲的身體細長，表皮還有一層外殼。如果將尾巴不算的話，大約長12.3公分。

西德尼蟲屬的物種大小比較圖。

## 分類
一開始查爾斯·都利特·沃爾科特將西德尼蟲分類為肢口綱底下的廣翅鱟目（Eurypterida），也推測可能位在三葉蟲綱（Trilobita）和廣翅鱟目（Eurypterida）中間，因為西德尼蟲既有類似三葉蟲綱的短平身體，還有類似廣翅鱟目的分節和尾鰭。幾乎整個1910年代到1920年代都將西德尼蟲歸類為廣翅鱟目。1963年時，有人將同是節肢動物門的奇蝦（Anomalocaris）的剛毛葉，誤認成西德尼蟲的。而在1970至1980年代都將此物種歸類為三葉蟲，當時提出與娜羅蟲屬（Naraoia）都被歸類為＂非三葉蟲型態類＂（Non－Trilobites）。

### 註
1. ↑  剛毛葉（lamellae[10],setal blades[11]）是由細長的線排列，類似鰓的功能，附蓋在身體的腹側。[12]